# Guabiruba
Guabiruba é um município brasileiro do estado de Santa Catarina.
Localiza-se a uma latitude 27º05'09" sul e a uma longitude 48º58'52" oeste, estando a uma altitude de 60 metros, no Vale do Itajaí. Sua população estimada em 2020 era de 24.382 habitantes, de acordo com a estimativa do IBGE.
As cidades vizinhas são Brusque, Blumenau, Botuverá e Gaspar.

## História
Guabiruba foi colonizada principalmente por alemães da região de Baden. Foi emancipada do município de Brusque em 10 de junho de 1962.

## Relações internacionais
A cidade co-irmã de Guabiruba é Karlsdorf-Neuthard da Alemanha , que está regulamentada através da lei nº 1217/2010.